# Cucina guatemalteca

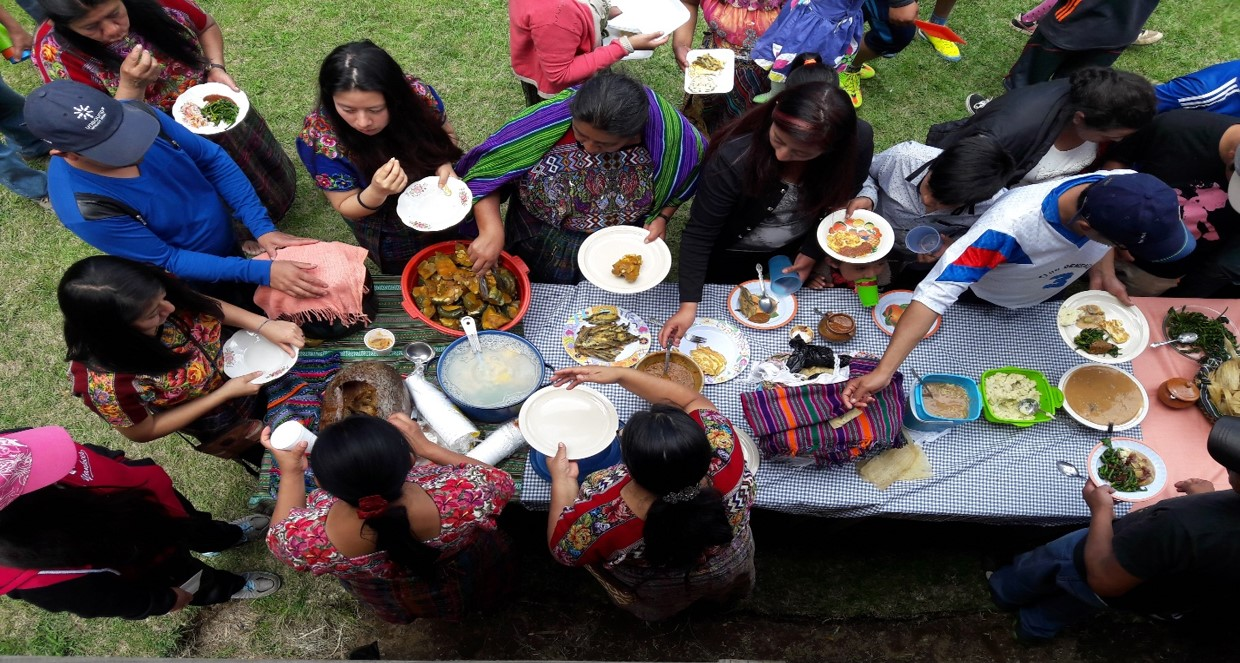
Un pranzo guatemalteco

La cucina guatemalteca comprende le tradizioni culinarie dei popoli che abitano il Guatemala. Negli altipiani è diffusa la cucina dei maya, nelle aree urbane e in pianura quella dei ladinos e nell'area di Livingston quella di influenza africana dei garifuna. Alcune pietanze come le tortilla e i fagioli sono diffusi in tutto il paese, mentre altre prevalgono in base al clima, alla posizione geografica e alle condizioni del suolo.

## Piatti principali

### Cucina maya

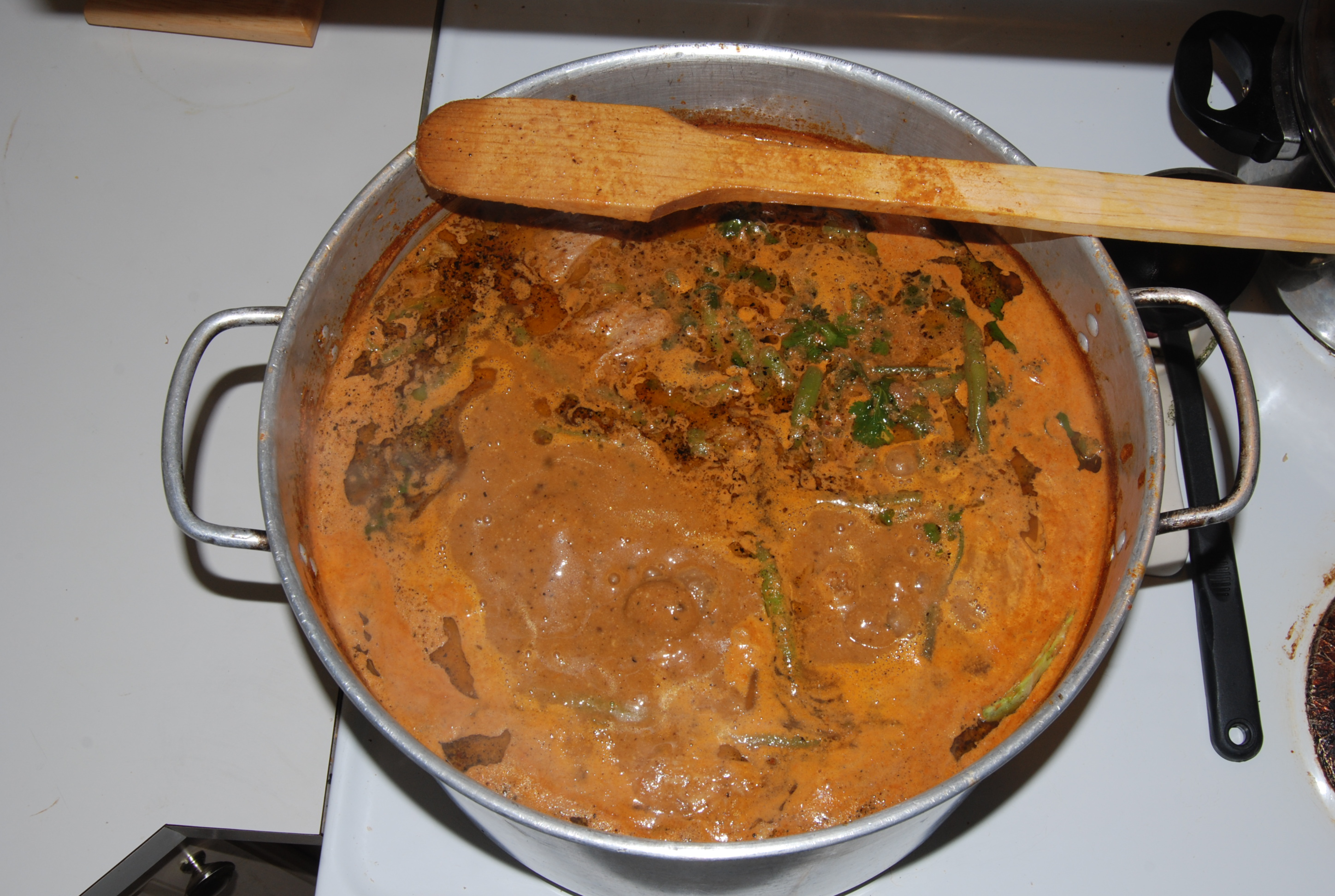
Il pepián in preparazione

Gli ingredienti della cucina guatemalteca variano a seconda della loro reperibilità nelle diverse regioni del paese. I maya fanno affidamento sul mais coltivato nella milpa. Questo ingrediente è fondamentale per preparare le tortilla cotte su delle piastre dette comal. Un legume molto diffuso è il fagiolo nero, che può essere impiegato nelle zuppe, in una pasta di fagioli fritti, in una purea, con il riso o negli stufati. Il suolo vulcanico della regione favorisce anche la crescita di svariate verdure, come zucchine, pomodori, peperoncini, peperoni, carote, cavoli, bietole, cavolfiori, lattughe, cardi, cipolle, aglio e porri.
Un tipico piatto maya è il pepián, uno stufato di pollo servito durante le feste e condito con semi di zucchine, peperoncini e pomodori. Le verdure sono impiegate in alcune zuppe (caldos) come il pinole (una pappa di mais aromatizzata al pollo) e l'atole.

### Cucina dei ladinos

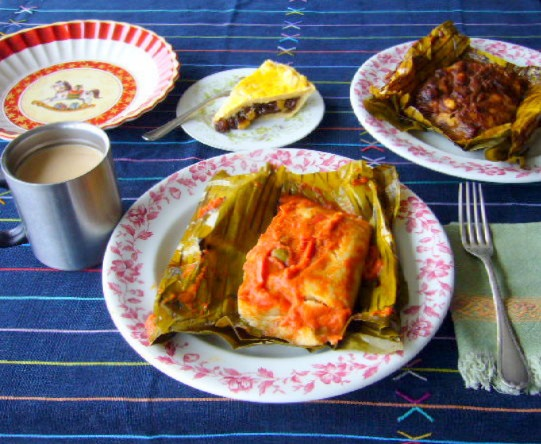
Tamales

I ladinos abitano nelle aree urbane del Guatemala, dove è molto diffusa la carne di vitello, che viene impiegata nel pepián locale al posto del pollo oppure cotto alla brace (asado). L'arrosto può essere considerato un vero e proprio pasto se accompagnato da guacamole, formaggio, fagioli neri e platani fritti. Un altro piatto tipico è la sopa de ajo accompagnata con pane.
A Città del Guatemala sono diffuse pietanze come l'arroz con pollo chapina (un piatto di riso con pollo e verdure), lo jocón (pollo marinato in una salsa verde a base di semi di zucchine detta pepitoria), il chojin (un'insalata fatta con chicharrón, cipolle, radicchio, pomodori, menta e succo di limone), il chile relleno (peperone stufato con carne e verdure), i tamales (dei pezzi di pollo, maiale, pasta di mais o patate stufati in foglie di banano) e la salsa mole, che può essere mescolata con cioccolata e usata per condire il pollo o i platani fritti.
Nei bassipiani è diffusa la coltivazione di platani, preparati in svariati modi oppure consumati come frutto. A colazione sono diffusi i platani fritti che accompagnano fagioli, tortilla e uova, mentre quelli cotti al forno sono conditi con salse, miele o sciroppi alla cannella. I platani possono essere ripieni, preparati a mo' di purea o a mo' di pancake, oppure consumati come dolci e conditi con sciroppi al caramello o cioccolata.
Nei giorni di Ognissanti e dei Defunti si prepara il fiambre, un'insalata fredda di carne e verdure.

### Cucina dei garifuna

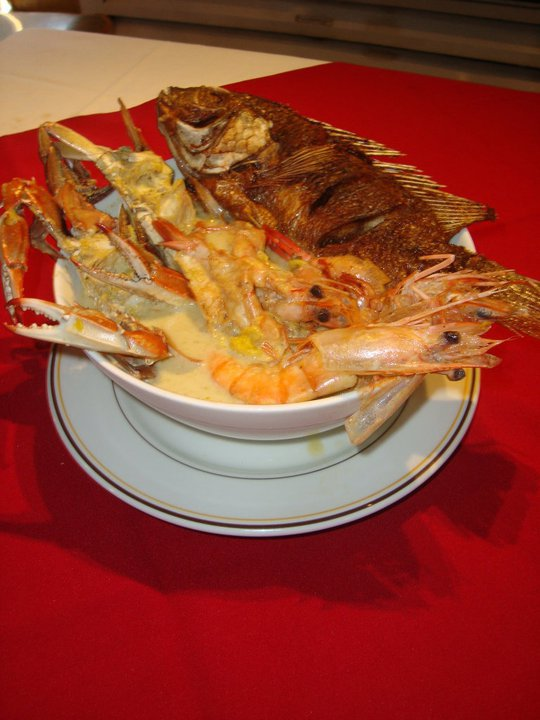
Tapado

A Livingston e nelle aree costiere del Pacifico e dei Caraibi è diffuso il consumo di pesce, soprattutto spigola, platessa, dentice rosso e tarpone. I principali condimenti del pesce sono il latte di cocco e un soffritto a base di pomodori, cipolle, aglio e foglie di alloro. Le zuppe di pesce sono insaporite con pomodori, cipolle, sedano, coriandolo, carote e pepe nero.
I gamberi possono essere impanati o marinati con l'aglio, mentre a Puerto de San José la carne di squalo viene marinata con succo di limone o di limetta e fritta in olio di mais. A Livingston il tarpone viene tritato e mescolato con patate o chayote, carote, pomodori, cipolle, pepe e aceto. È diffuso anche il ceviche, a base di crostacei, gamberi e a volte calamari conditi con succo di limone, pomodori, cipolle, menta, prezzemolo e peperoncino. Un popolare stufato di pesce misto e verdure con latte di cocco è il tapado.

## Frutta
Le banane sono la frutta più diffusa in Guatemala. Alcune specie di frutta endemiche del paese sono la pitaya (nota anche come "frutto del drago"), il nance (Byrsonima crassifolia), lo jocote (Spondias purpurea), il tejocote (Crataegus mexicana, noto in Guatemala come manzanilla) e la papaya.

## Dolci e bevande

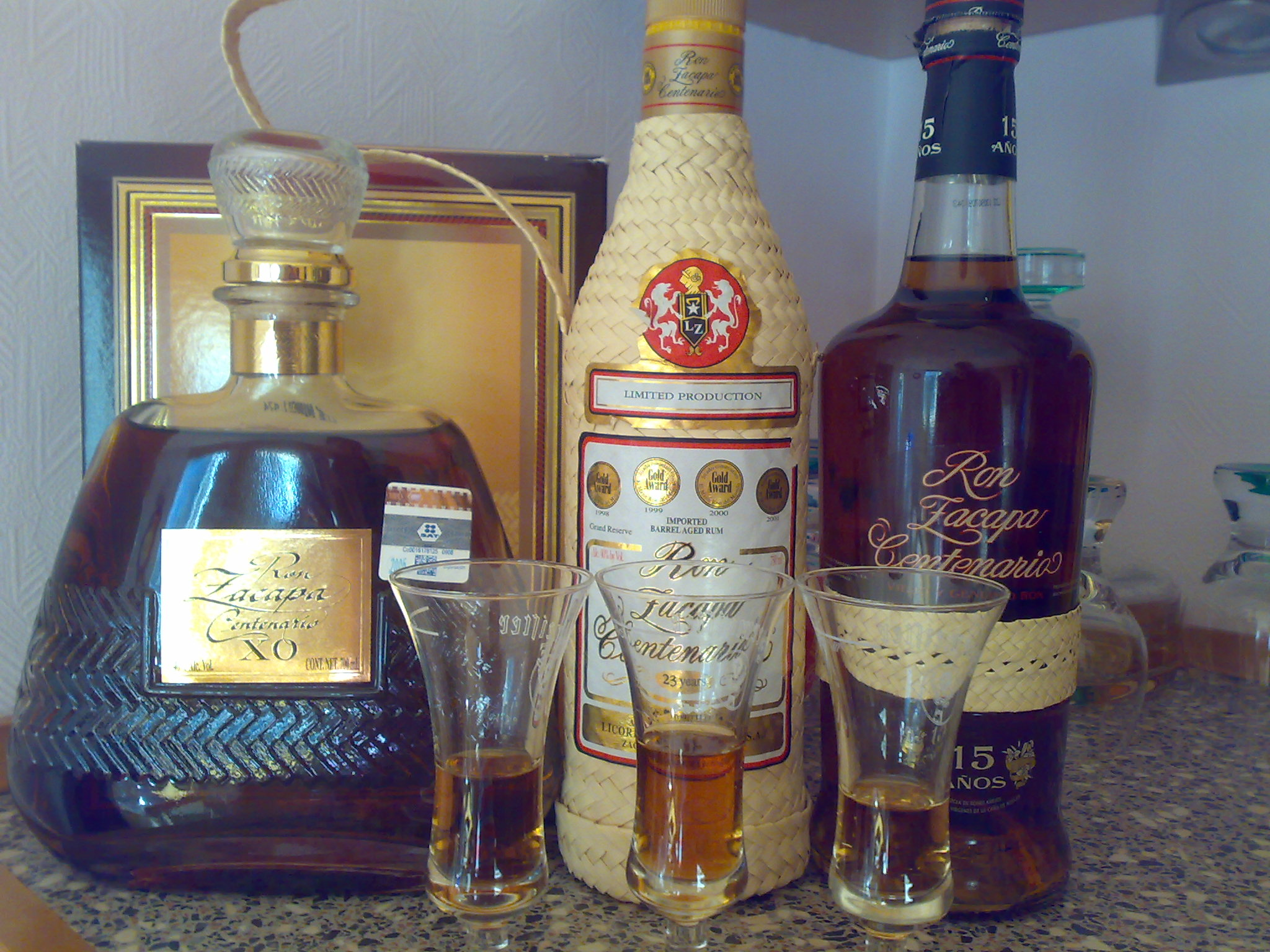
Tre bottiglie di rum Zacapa

I dolci sono diffusi in tutto il Guatemala. Uno di questi è il camote en dulce tina, popolare nella città guatemalteca di Antigua e fatto con patate cucinate con platani, cannella, miele, latte, burro e vaniglia e condite con uva passa. Altri dolci diffusi nelle aree urbane sono torte di riso, patatine al miele, fichi zuccherati, buñuelo (frittelle al miele) e crema pasticciera alla cannella. Un dolce tipico delle classi agiate della capitale è il borracho, un dolce al rum fatto con uova, zucchero, cannella e farina.
Alcune rinomate bevande alcoliche guatemalteche sono il rompope, un liquore a base di rum, tuorlo d'uovo e latte condensato, la chicha, un vino prodotto da mele, pesche o ciliegie che viene mescolato con cannella, zucchero e rum bianco, e il boj, una bevanda a base di zucchero di canna popolare a Cobán. Nella città di Salcajá del dipartimento di Quetzaltenango è diffuso il caldo de frutas, un liquore a base di frutta fermentata (pesche o mele dell'altopiano), mentre nelle regioni montuose nordoccidentali si beve la cuxa.
A fine Ottocento vennero fondati i primi birrifici del paese dai coloni tedeschi. I marchi di birra più diffusi in Guatemala sono la Gallo (una birra chiara) e la Cabro, più ambrata e profumata della prima. Una birra scura più difficile da trovare è la Moza.
In Guatemala si produce anche il rum, che è molto economico ma allo stesso tempo di qualità mediocre. Alcuni marchi di rum del paese sono lo Zacapa Centenario e il Ron Botrán Añejo. Il Venado è usato soprattutto per la preparazione dei cocktail come il cuba libre.
L'aguardiente è un tipo di acquavite a base di canna da zucchero. Un noto marchio di aguardiente è il Quetzalteca Especial.